# Heliosynchronní dráha

Heliosynchronní dráha (zeleně) a pro porovnání i helionesynchronní (červeně) v průběhu roku

Heliosynchronní dráha je geocentrická dráha, která kombinuje výšku a sklon takovým způsobem, že satelit prochází nad určeným místem povrchu Země vždy ve stejném slunečním čase. Na takové oběžné dráze může být satelit neustále osluněn, proto se dráha hodí pro špionážní družice, meteorologické družice nebo pro družice určené k průzkumu Země. Vyjádřeno více technicky, heliosynchronní dráha je uspořádána takovým způsobem, že její precese nastává jednou za rok. Při průletu satelitu nad určitým místem bude úhel osvětlení povrchu pokaždé skoro stejný. Toto je užitečná vlastnost pro satelity, které snímají povrch Země ve viditelném nebo infračerveném spektru (meteorologické a špionážní družice) nebo pro satelity určené k dálkovému průzkumu Země (například satelity pro průzkum oceánů nebo atmosféry. Například satelit na heliosynchronní dráze může vystoupat přes rovník dvanáctkrát za den, vždy přibližně v 15:00 místního času. To je dáno tím, že oskulační orbitální rovina vykazuje precesi (otáčení) přibližně o jeden stupeň za den, s ohledem na nebeskou sféru, na východ, čímž drží krok s pohybem Země kolem Slunce.
Rovnoměrnost slunečního úhlu je dosažena vyladěním sklonu a výšky dráhy tak, že vyšší hmota Země v blízkosti rovníku způsobuje precesi dráhy o potřebný úhel při každém oběhu. Rovina dráhy není stanovena v prostoru vzhledem ke vzdáleným hvězdám ale pomalu se otáčí kolem zemské osy. Typická heliosynchronní dráha se nachází ve výšce 600 až 800 kilometrů, oběžná doba je 96 až 100 minut. Sklon vůči rovníku má dráha kolem 98 stupňů (0 stupňů je rovníková oběžná dráha, 90 stupňů polární dráha, heliosynchronní dráha je tedy mírně retrográdní.
Zvláštní případ heliosynchronní dráhy představují takzvaná polední nebo půlnoční dráha, kde se místní střední sluneční čas průchodu pro rovníkové šířky pohybuje kolem poledne nebo půlnoci a úsvitová popřípadě soumraková dráha, kde se místní střední sluneční čas průchodu rovníkovými délkami pohybuje kolem okamžiku východu nebo západu Slunce. Satelit potom prochází terminátorem mezi dnem a nocí. To je vhodné pro aktivní radarové satelity, jejichž solární panely mohou být osvětleny Sluncem aniž by byly kdykoli ve stínu Země. Úsvitová nebo soumraková dráha se někdy používá pro družice zkoumající Slunce jako například Jókó, Transition Region and Coronal Explorer, Hinode nebo PROBA2, které díky tomu mohou pozorovat Slunce téměř kontinuálně.
Heliosynchronní dráhy je možné použít i u jiných zploštělých planet, jako třeba u Marsu. V případě téměř dokonale kulaté Venuše by bylo nutné k dosažení potřebné precese používat aktivní změnu dráhy pomocí raketových motorů.

## Technické detaily
Úhlová precese na oběh pro oběžnou dráhu kolem zploštělé planety je dána:
{\displaystyle \Delta \Omega =-2\pi \ {\frac {J_{2}}{\mu \ p^{2}}}\ {\frac {3}{2}}\ \cos i\,}
kde
{\displaystyle J_{2}\,} je koeficient pro sekundární pásmové období (1,7555 · 1010 km5 / s2) v závislosti na zploštění Země,
{\displaystyle \mu \,} je gravitační parametr planety (398 600,440 km3 / s2 pro Zemi)
{\displaystyle p} je parametr dráhy,
{\displaystyle i} je sklon dráhy k rovníku.
Orbita je heliosynchronní, pokud se rychlost precese {\displaystyle \rho } rovná střednímu pohybu Země kolem Slunce, což je 360 stupňů za hvězdný rok (1,990 968 71 · 10−7 radiánů/s) takže je třeba nastavit {\displaystyle \Delta \Omega /P=\rho } kde P je doba oběhu.
Vzhledem k tomu, že oběžná doba kosmické lodi je {\displaystyle 2\pi \ a{\sqrt {\frac {a}{\mu }}}\,} (kde a je hlavní poloosa dráhy) a jelikož {\displaystyle p\approx a\,} pro kruhové nebo téměř kruhové dráhy vyplývá že
{\displaystyle \rho \approx -{\frac {3J_{2}\cos i}{2a^{7/2}\mu ^{1/2}}}=-(360{\text{° per year}})\times (a/12352{\text{ km}})^{-7/2}\cos i=-(360{\text{° per year}})\times (P/3.795{\text{ hrs}})^{-7/3}\cos i}
nebo když {\displaystyle \rho } je 360° za rok,
{\displaystyle \cos i\ \approx \ -{\frac {\rho \ {\sqrt {\mu }}}{{\frac {3}{2}}\ J_{2}}}\ a^{\frac {7}{2}}=-(a/12352{\text{km}})^{7/2}=-(P/3.795{\text{hrs}})^{7/3},}
Například pokud a = 7200 kilometrů (satelit je asi 800 km nad zemským povrchem), tak podle vzorce vychazí sklon dráhy 98,696 stupňů.
Zajímavé je, že v souladu s touto aproximací kosinus se rovná minus 1, když je hlavní poloosa rovna 12 352 kilometrů, což znamená, že pouze menší orbity mohou být heliosynchronní. Oběžná doba může být od 88 minut na velmi nízké oběžné dráze (hlavní poloosa 6 554 km) se sklonem 96 stupňů k rovníku až po 3,8 hodiny (hlavní poloosa 12 352 km), avšak tato dráha bude rovníková se sklonem 180 stupňů. Delší oběžné doby jsou možné pouze pomocí excentrických drah s perigeem bližším, avšak apogeem vzdálenějším.
Pokud někdo chce, aby určitý satelit přelétal nad určeným místem každý den vždy ve stejnou hodinu, lze vybrat ze drah se 7 až 16 oblety kolem Země za den, jak je uvedeno v tabulce níže.
| Oběhů za den | Doba oběhu (hodiny)                               | Výška nad povrchem Země (km) | Maximální zeměpisná šířka |
| ------------ | ------------------------------------------------- | ---------------------------- | ------------------------- |
| 16           | {\displaystyle 1{\tfrac {1}{2}}} = 1 hod 30 min   | 282                          | 83,4°                     |
| 15           | {\displaystyle 1{\tfrac {3}{5}}} = 1 hod 36 min   | 574                          | 82,3°                     |
| 14           | {\displaystyle 1{\tfrac {5}{7}}} ≈ 1 hod 43 min   | 901                          | 81,0°                     |
| 13           | {\displaystyle 1{\tfrac {11}{13}}} ≈ 1 hod 51 min | 1269                         | 79,3°                     |
| 12           | {\displaystyle 2}                                 | 1688                         | 77,0°                     |
| 11           | {\displaystyle 2{\tfrac {2}{11}}} ≈ 2 hod 11 min  | 2169                         | 74,0°                     |
| 10           | {\displaystyle 2{\tfrac {2}{5}}} = 2 hod 24 min   | 2730                         | 69,9°                     |
| 9            | {\displaystyle 2{\tfrac {2}{3}}} = 2 hod 40 min   | 3392                         | 64,0°                     |
| 8            | {\displaystyle 3}                                 | 4189                         | 54,7°                     |
| 7            | {\displaystyle 3{\tfrac {3}{7}}} ≈ 3 hod 26 min   | 5172                         | 37,9°                     |

U průchodu satelitu nad určeným místem každý den ve stejný čas se jedná o sluneční, nikoli o hvězdný čas. Slunce nebude v přesně stejné poloze na obloze v průběhu roku.
Heliosynchronní dráha se obvykle používá pro družice, které mají být provozovány na relativně konstantní výšce vhodné pro pozorování Země. Tato výška je obvykle 600 až 1000 kilometrů nad povrchem. Z důvodu odchylek gravitačního pole Země od homogenní koule, které jsou v těchto výškách ještě poměrně významné, nelze zajistit stálou kruhovou dráhu. Často tedy mají satelity dráhu na níž jsou o něco výše nad jižní polokoulí než na severní polokoulí. Na této dráze se nachází například satelit Evropské kosmické agentury Envisat nebo některé satelity organizace EUMETSAT.